# Памятник жертвам интервенции (Мурманск)
Памятник жертвам интервенции — памятник в Мурманске. Старейший памятник города.

## История
Памятник жертвам военной интервенции 1918—1920 годов был открыт 7 ноября 1927 года, в день 10-й годовщины Октябрьской революции. Расположен в сквере на Ленинградской улице. Автор памятника — инженер А. В. Савченко. Построен трестом «Мурманскжилстрой». Сооружение задумывалось с утилитарной целью — служить трибуной при проведении праздников и демонстраций. Рядом должен был находиться памятник Владимиру Ленину. Однако, последний на площади так и не воздвигли.

## Захоронения
Захоронены 24 человека — жертвы тюрьмы в Йоканьге.
На постаменте высечено:
Жертвам интервенции 1918—1920 гг. Мурманские рабочие и рыбаки в день десятилетия Великого Октября.
Каторжная тюрьма в Йоканьге располагалась на территории бывшей военно-морской базы. Первая партия политических каторжан была доставлена на Иоканьгу 23 сентября 1919 года. Всего за осень 1919 года в Иоканьгу было брошено 1500 человек: из ликвидированной каторжной тюрьмы на острове Мудьюг, из Архангельской губернской тюрьмы, из арестованных в прифронтовой полосе.